# اوشی-لز-دان
اوشی-لز-دان (به فرانسوی: Auchy-lès-Hesdin) یک کمون در فرانسه است که در پا-دو-کاله واقع شده‌است. اوشی-لز-دان ۹٫۶۱ کیلومتر مربع مساحت دارد ۳۳ متر بالاتر از سطح دریا واقع شده‌است.